# Arte rupestre nella regione di Ha'il dell'Arabia Saudita
L'arte rupestre nella regione di Ha'il dell'Arabia Saudita (in arabo الفنون الصخرية في منطقة حائل‎?) è il quarto sito dell'Arabia Saudita ad essere stato inserito nel patrimonio dell'umanità dell'UNESCO.

## Descrizione
L'arte rupestre comprende due componenti situati nel deserto della regione di Ha'il: il primo è il monte Om Sinman nella città di Jubbah, e il secondo è al-Manjor e Raat ad Al-Shuwaymis. Un'antica popolazione ha lasciato tracce del proprio passaggio in incisioni rupestri, sulla superficie della roccia, che sono testimonianza di 10.000 anni di storia.
Il comitato nella sua 39ª sessione scelse il sito insieme a altri due. Da quando questo sito è stato aggiunto alla lista del patrimonio mondiale dell'UNESCO, la Commissione saudita per il turismo ha cercato di proteggerlo ulteriormente. Questi sforzi hanno portato all'allargamento della zona cuscinetto, alla riverniciatura e al restauro dei petroglifi, allo sviluppo di un sistema di monitoraggio e altro ancora.

## Criteri di iscrizione
L'arte rupestre nella regione di Ha'il è stata inscritta per due diversi criteri. Si tratta di numerosi petroglifi che sono stati creati utilizzando vari metodi con semplici martelli di pietra che rivelano il genio creativo umano. È anche una significativa testimonianza delle lotte umane contro le catastrofi ambientali.